# 土居壮
土居 壮（どい つよし、1949年 - ）は、福岡県出身のフリーアナウンサー。

## 経歴

### テレビ東京時代
成蹊大学卒業後の1974年に東京12チャンネルへアナウンサーとして入社し、同年から土曜競馬中継の実況を長らく担当。ラグビーでは、5カ国対抗ラグビー、大学ラグビー、1991年の全国社会人ラグビーフットボール大会決勝の実況を担当していた。
また、『世界のプロレス』や音楽番組『TOKIO ROCK TV』の司会も担当。『世界のプロレス』ではWWFの本拠地ニューヨークに出張し、マディソン・スクエア・ガーデンにてジミー・ハートやホンキー・トンク・マンなどへのインタビューも行った。ジェイク・ロバーツとのインタビューでは、ロバーツに「大蛇にキスをしなければインタビューは受けない」と言われた挙句、渋々大蛇にキスをする羽目となり、気絶しそうになったという。そのキャリアを活かし、フミ斎藤こと斎藤文彦のコンビによるWWFやWCWのビデオソフトの実況も担当した。
夕方ニュースのキャスターも務め、何でもこなす万能アナとも呼ばれたほか、同局で昭和天皇崩御の第一報を伝えた人物である。
1992年退社。

### テレビ東京退社後
退社後はフリーアナウンサーとして活躍し、主にCS放送や古巣・テレ東やTXN系列局でスポーツ実況・キャスターを務める。担当分野はプロ野球、サッカー、ラグビー、競馬、ゴルフ、アイスホッケー、競輪など。
競馬はグリーンチャンネル開局（1995年）から2005年12月まで中央競馬中継EAST（日曜午後）の司会を務めた、1月・2月の小倉開催時はTVQ九州放送、3月・12月の中京開催時はテレビ愛知、夏の札幌・函館開催時はテレビ北海道で競馬中継のキャスター・実況を担当したことがある。また、グリーンチャンネルや「世界の競馬」（NHK BS1）、「J SPORTSステークス」（J SPORTS）などで海外競馬の実況を行うこともあった。
ラグビーはSKY sports（現J SPORTS）では1998年の開局からメイン実況を務め、1999年のラグビーワールドカップでは現地実況を担当した。
サッカーはスポーツ・アイ（現J SPORTS 3）でJリーグやドイツ・ブンデスリーガなどの実況を担当したほか、J SPORTSが開局した1998年から2007年まで続いたアルゼンチンサッカーでは金田喜稔とコンビを組んだ。

## 出演番組

### 現在の担当番組
- ゴルフ中継実況（テレビ東京・ゴルフネットワーク 他）
- ラグビー中継実況（J SPORTS）

### 過去の担当番組
テレビ東京時代
報道番組
| 期間         | 期間         | 番組名                   | 役職                       |
| ------------ | ------------ | ------------------------ | -------------------------- |
| 1988年4月    | 1989年3月    | メガTONニュースTODAY     | メインキャスター           |
| 担当時期不明 | 担当時期不明 | メガTONスポーツTODAY     | キャスター                 |
| 1989年4月    | 1991年3月    | TXNニュース THIS EVENING | 月～金曜日メインキャスター |

バラエティ・スポーツ実況担当番組・その他
- 対決!スーパーカークイズ
- 聞かせます!今あの歌ヒット曲
- TOKIO ROCK TV
- 世界のプロレス
- 土曜競馬中継
- 特別競輪決勝戦中継
- サタデーナイトショー

フリー転身後
- 土曜小倉競馬（TVQ九州放送）
- TVh土曜競馬→TVhサマー競馬（テレビ北海道）
- 土曜スペシャル 競馬中継→KEIBAワンダーランド（テレビ愛知）
- 世界の競馬（NHK BS1）
- J SPORTSステークス（J SPORTS）
- TVAドラゴンズナイター（テレビ愛知）
- WWE・ロウ/スマックダウン実況（DAZN）

## 実況を担当したゲームソフト
- グレイトラグビー実況'98ワールドカップへの道（ネクサスインターラクト）
- 2006 FIFA ワールドカップ ドイツ大会（EA SPORTS）解説・清水秀彦

## 主な実況歴

### 局アナ時代
競馬GI級レース
- 皐月賞（1981年、1983年、1984年）
- 東京優駿（1981年、1983年）
- 天皇賞 (秋)（1980年）
- エリザベス女王杯（1982年）[4]
- ジャパンカップ（1981年〜1987年、1989年）
- 有馬記念（1981年、1984年〜1986年、1989年）

競馬GI級レース（海外）
- メルボルンカップ（1984年）

競馬その他
- クイーンカップ（1981年）
- フェブラリーハンデキャップ（1988年）
- スプリンターズステークス（1980年）
- セントライト記念（1981年、1984年）
- 毎日王冠（1981年）
- 中山大障害 (秋)（1981年、1989年）
- テレビ東京賞3歳牝馬ステークス（1984年～1986年、1989年）

特別競輪
- 日本選手権競輪（1986年、1987年）
- 高松宮杯競輪（1985年）
- KEIRINグランプリ（1985年、1986年）

### フリー転身後
競馬GIレース（海外）
- ドバイワールドカップ（2000年, 2003年）
- シンガポール航空国際カップ（2006年）
- キングジョージ6世&クイーンエリザベスステークス（1996年, 2000年, 2004年, 2005年）
- ジャック・ル・マロワ賞（1998年）
- イスパーン賞（1999年）
- サンクルー大賞（1999年）
- アイリッシュチャンピオンステークス（2002年）
- 凱旋門賞（2006年）
- ブリーダーズカップ・ターフ（2003年, 2006年）
- コックスプレート（2002年）

競馬その他
- 小倉大賞典（1999年）
- シーサイドステークス→エルムステークス（1996年, 1998年）
- CBC賞（2000年, 2001年）

競輪
- 日本選手権競輪（1995年）
- 共同通信社杯競輪（1997年, 1999年）
- ふるさとダービー（1995年）
- KEIRINグランプリ（1994年～1996年）